# Warlock (groupe)
Pour les articles homonymes, voir Warlock.
Warlock est un groupe de heavy metal allemand, originaire de Düsseldorf. À la fin des années 1980, la chanteuse Doro Pesch fut le seul membre original à rester dans le groupe, et c’est ainsi qu’elle forma le groupe Doro, un groupe qui se voulait essentiellement une continuation de ce que faisait Warlock sous un autre nom.

## Biographie

### Formation et premier contrat
La première lueur du groupe est formée sous le nom de Snakebite à Düsseldorf, en 1980, et se compose de Doro Pesch au chant, Michael Bastian à la guitare, Frank Rittel à la basse et de Thomas Franke à la batterie, ce dernier étant un ancien membre du groupe local Stallion. Franke est peu après remplacé par Michael Eurich et, juste avant la séparation, Snakebite recrute le guitariste Peter Szigeti issu du groupe Beast. Snakebite et Beast jouaient dans des clubs et bars, et enregistraient des démos bon marché pour la promotion de leurs albums. Pesch, Szigeti et Eurich jouaient dans d'autres groupes, mais forment le leur en octobre 1992, aux côtés de Thomas Studier à la basse et du guitariste Rudy Graf, sous le nom de Warlock. Le groupe rencontre un agent artistique, Peter Zimmermann, qui les fait jouer avec le groupe de hard rock local Trance, contribuant ainsi à se forger une réputation au sein de la scène metal underground.
Après avoir enregistré une démo quatre titres et l'avoir envoyé à plusieurs labels et magazines, le groupe signe avec le label indépendant belge Mausoleum Records. Frank Rittel se joint à Warlock à la basse avant de publier leur premier album, Burning the Witches, en 1984, enregistré avec le producteur Axel Thubeauville,. Burning the Witches est enregistré en seulement dix jours et mixé et remixé par Rainer Assmann et Henry Staroste avant publication.
L'album est bien accueilli par la presse spécialisée, et les fans, et Warlock tourne pour la première fois hors des frontières allemande pour lancer sa première production,, souvent aux côtés de Steeler. La mauvaise distribution et un faible financement de la tournée par leur label sabotent les ventes de l'album, laissant le groupe insatisfait de Mausoleum,.

### HellboundetTrue as Steel
Au début de 1985, le groupe signe avec la maison de disques Phonogram et enregistre son deuxième album Hellbound, produit par Henry Staroste et publié en mai 1985 sous le label Vertigo en Europe. Le groupe commence à attirer l'intérêt des médias au Royaume-Uni et en Allemagne. Leur première tournée européenne les amène au Camden Palace Theater de Londres, où leur concert est filmé pour en faire le premier clip de la chanson Metal Racer. La performance de Warlock est bien accueilli par le magazine Kerrang! et le groupe est élu « meilleur nouveau groupe de l'année » par les lecteurs du magazine. Doro Pesch est aussi élue meilleure chanteuse par les lecteurs du magazine Metal Forces à la fin de 1984. Le groupe participe au Metal Hammer Festival de Loreley, en Allemagne, en septembre, avec Metallica, Venom, Running Wild, Pretty Maids, Nazareth et Wishbone Ash.
Plus tard la même année, après la tournée Hellbound, le guitariste Rudy Graf quitte le groupe et est remplacé par Niko Arvanitis, ancien camarade de Rittel au sein du groupe Stormwind,.
Cette nouvelle formation enregistre l'album True as Steel entre mai et juin 1986, encore une fois produit par Henry Staroste et mixé aux États-Unis par Michael Wagener. L'album est accueilli d'une manière mitigée, mais atteint la 18e place des classements allemands et est fréquemment diffusé à la radio, en partie grâce au single Fight for Rock. Le clip de cette chanson est diffusé pour la première fois sur MTV.
Le 16 août 1986, Doro Pesch devient la première femme à diriger un groupe au festival Monsters of Rock de Castle Donington, en Angleterre, où Warlock joue avec Motörhead, Def Leppard, Ozzy Osbourne et Scorpions. Warlock ouvre aussi le festival Monsters of Rock au Maimarktgegelände Eisstadion de Mannheim. 1986 et 1987 assistent aux tournées du groupe au Royaume-Uni en soutien à W.A.S.P., et des dates en Europe avec Judas Priest, à leur tournée Fuel for Life.

### Succès international et séparation
Après la tournée True as Steel, Pesch passe son temps aux États-Unis avec son nouvel agent artistique Alex Grob pour la promotion du groupe lors de tournées et pour des enregistrements sur place.  À cette période, Szigeti et Rittel décident de quitter le groupe, ne souhaitant pas être délocalisés aux États-Unis. Ils sont remplacés par les musiciens américains Tommy Bolan (ex-Armed Forces), et Tommy Henriksen. Avec cette formation, Warlock enregistre leur quatrième et dernier album, Triumph and Agony, produit par Joey Balin en 1987. Triumph and Agony est l'album le mieux vendu du groupe, est certifié disque d'or en Allemagne et atteint la 80e place du Billboard 200. Les vidéos des single All We Are et Für immer sont respectivement enregistrées à Los Angeles et à Baton Rouge, et sont diffusées à l'émission Headbanger's Ball sur MTV.
Warlock tourne en Europe en soutien à Dio et fait une tournée américaine avec Megadeth et Sanctuary. Ils jouent aussi pour des groupes comme Fates Warning, Sword et Lillian Axe. Eurich et Arvanitis partent peu après la tournée et sont remplacés par Bobby Rondinelli (ex-Rainbow) et le guitariste Jon Levin (parfois appelé à tort Jon Devin). Le groupe se sépare en 1988.

## Style musical
La musique de Warlock était dans la veine du heavy metal traditionnel du début des années 1980 avec l’album Burning the Witches, mais ils se tournèrent vers un style plus hard rock après l’album Hellbound. Leurs influences proviennent du heavy metal des années 1970. Il faut aussi mentionner des influences de groupes allemands tels que les Scorpions ou Accept.

## Discographie

### Albums studio
- 1984 : Burning the Witches
- 1985 : Hellbound
- 1986 : True as Steel
- 1987 : Triumph and Agony

### EP et démo
- 1983 : Mausoleum Demo
- 1985 : You Hurt My Soul (EP)

### Compilations
- 1991 : Rare Diamonds
- 1998 : Earth Shaker Rock

### Bootlegs
- 1985 : Metalbound
- 1986 : More Doro Power
- 1986 : Ready For Promotion
- 1987 : The Last Witch
- 2003 : Music Box
- True As Steel + Triumph and Agony

## Membres

### 1983–1985
- Doro Pesch - chant
- Peter Szigeti - guitare
- Rudy Graf - guitare
- Frank Rittel - basse
- Michael Eurich - batterie

### 1985–1987
- Rudy Graf est remplacé par Niko Arvanitis

### 1987
- Doro Pesch - chant
- Niko Arvanitis - guitare
- Tommy Bolan - guitare
- Tommy Henriksen - basse
- Michael Eurich - batterie